# Senecio dunedinensis
Senecio dunedinensis là một loài thực vật có hoa trong họ Cúc. Loài này được Belcher miêu tả khoa học đầu tiên năm 1956.